# Тазлуд
Тазлу́д — бывшая деревня в Андрейшурском сельском поселении Балезинского района Удмуртии. Центр поселения — село Андрейшур.
Деревня находится в верховьях речки Лулым — правом притоке реки Кеп. До села Андрейшур — 3 километра.
Население — 23 человек в 1961.